# Трусколяси-Ольшина
Трусколяси-Ольшина (пол. Truskolasy-Olszyna) — село в Польщі, у гміні Соколи Високомазовецького повіту Підляського воєводства.
Населення — 96 осіб (2011).
У 1975-1998 роках село належало до Ломжинського воєводства.

## Демографія
Демографічна структура станом на 31 березня 2011 року:
|          | Загалом | Допрацездатний вік | Працездатний вік | Постпрацездатний вік |
| -------- | ------- | ------------------ | ---------------- | -------------------- |
| Чоловіки | 50      | 8                  | 35               | 7                    |
| Жінки    | 46      | 4                  | 23               | 19                   |
| Разом    | 96      | 12                 | 58               | 26                   |